# Ambatolahy (Antanifotsy)
Pour les articles homonymes, voir Ambatolahy.
Ambatolahy est une commune rurale malgache, située dans la partie centre-est de la région de Vakinankaratra.